# Cretinetti re dei poliziotti
Cretinetti re dei poliziotti è un cortometraggio del 1909 prodotto dalla Itala film.
Un gran successo le comiche di Cretinetti (André Deed), oramai conosciuto in tutta Europa. Giovanni Pastrone lo prese dalla Pathé Frères e lo portò all'Itala Film di Torino, in questo modo il regista e la società furono conosciuti in tutto il mondo. Cretinetti re dei poliziotti fu girato a Torino e le altre comiche uscirono a cadenze regolari con l’obbligo di una comica alla settimana fino al 1919.

## Trama
Una commedia frenetica di uno stupido giovane che immagina di essere un ottimo detective e va incontro a ogni tipo di avventura.

## Date di pubblicazione
- Francia: Gennaio 1909
- UK: Gennaio 1909, 5 settembre 1912 (Riedizione)
- USA: 22 marzo 1909
- Austria: Agosto 1912

## Conosciuto anche come
- Austria: Müller, König der Polizisten
- Germania: Schafskopf, König der Polizisten
- Spagna: Toribio, rey de los policias
- Francia: Gribouille, roi des Policiers
- Regno Unito (titolo della ristampa): Foolshead, King of Police
- UK: Foolshead, the Head of Police
- USA: Foolshead, King of Police
- USA (titolo alternativo): Foolshead, King of Policemen